# Synomera
Synomera is een geslacht van vlinders van de familie spinneruilen (Erebidae), uit de onderfamilie Herminiinae.

## Soorten
- S. corazalis Schaus, 1916
- S. crafti Schaus, 1916
- S. cyllarus Schaus, 1916
- S. francalis Schaus, 1906
- S. hylonome Schaus, 1916
- S. isthmialis Schaus, 1916
- S. ozarbica Hampson
- S. pedroalis Schaus, 1916
- S. procrustes Schaus, 1916
- S. symphonia Hampson
- S. tanga Schaus, 1916
- S. tatalga Schaus, 1916